# Alyn Camara
Alyn Camara (ur. 31 marca 1989 w Bergisch Gladbach) – niemiecki lekkoatleta specjalizujący się w skoku w dal.
Zawodnik klubu Bayer 04 Leverkusen. Na początku kariery uprawiał wieloboje oraz startował w biegu na 110 metrów przez płotki podczas mistrzostw świata juniorów w Bydgoszczy (2008).
W 2011 był siódmy na czempionacie Europy dla zawodników do lat 23. W 2012 i 2016 bez awansu do finału startował na mistrzostwach Europy i reprezentował Niemcy na igrzyskach olimpijskich w Londynie. Uczestnik mistrzostw świata w 2013 i 2015. Siódmy zawodnik halowego czempionatu Europy (2015). W 2016 Niemiec nie przebrnął eliminacji konkursu skoku w dal podczas mistrzostw Europy w Amsterdamie.
Złoty medalista mistrzostw kraju oraz reprezentant Niemiec w drużynowych mistrzostwach Europy.
Rekordy życiowe: stadion – 8,29 (15 czerwca 2013, Bad Langensalza); hala – 7,97 (21 lutego 2015, Karlsruhe).

## Osiągnięcia
| Rok  | Impreza                                 | Miejsce        | Lokata            | Wynik |
| ---- | --------------------------------------- | -------------- | ----------------- | ----- |
| 2011 | Młodzieżowe mistrzostwa Europy          | Ostrawa        | 7. miejsce        | 7,71  |
| 2011 | Uniwersjada                             | Shenzhen       | el. – 17. miejsce | 7,54  |
| 2012 | Mistrzostwa Europy                      | Helsinki       | el. – 17. miejsce | 7,80  |
| 2012 | Igrzyska olimpijskie                    | Londyn         | el. – 22. miejsce | 7,72  |
| 2013 | Mistrzostwa świata                      | Moskwa         | el. – 18. miejsce | 7,77  |
| 2015 | Halowe mistrzostwa Europy               | Praga          | 7. miejsce        | 7,70  |
| 2015 | Superliga drużynowych mistrzostw Europy | Czeboksary     | 3. miejsce        | 8,11w |
| 2015 | Mistrzostwa świata                      | Pekin          | el. – 24. miejsce | 7,66  |
| 2015 | Światowe igrzyska wojska                | Mungyeong      | el. – 15. miejsce | 6,98  |
| 2016 | Mistrzostwa Europy                      | Amsterdam      | el. – 18. miejsce | 7,66  |
| 2016 | Igrzyska olimpijskie                    | Rio de Janeiro | el. – 30. miejsce | 5,16  |